# Tramwaje w Moskwie

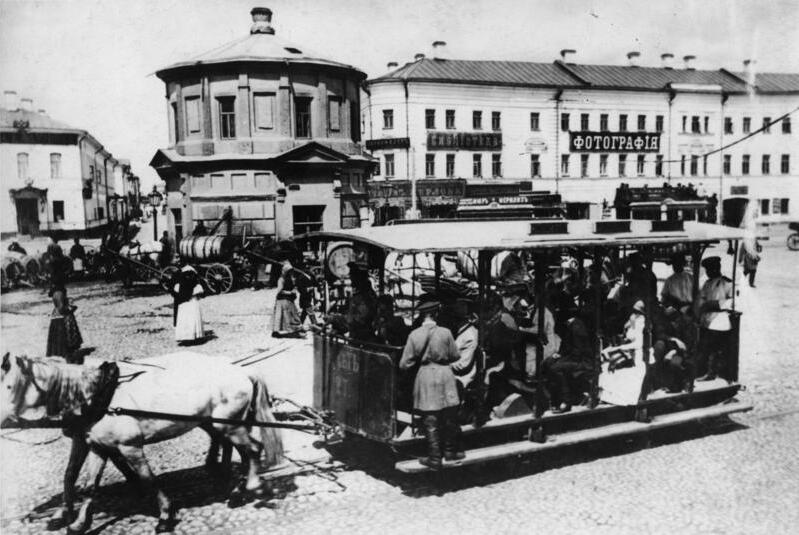
Tramwaj konny na jednej z ulic Moskwy w 1910

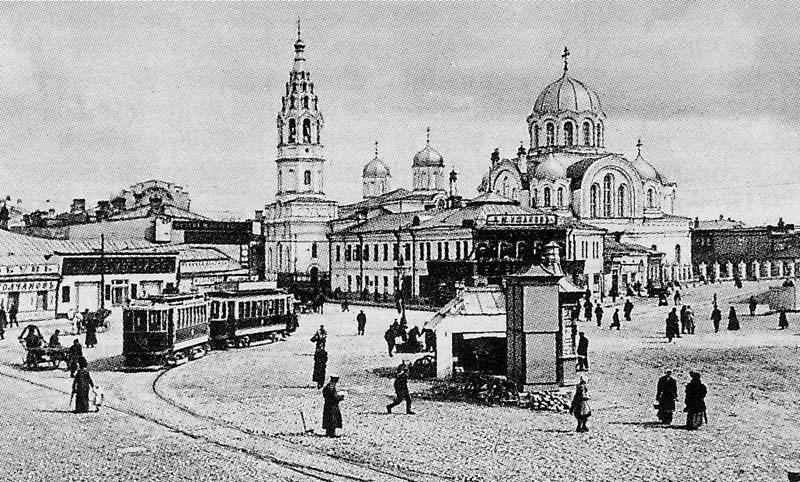
Plac Kałużski w 1910

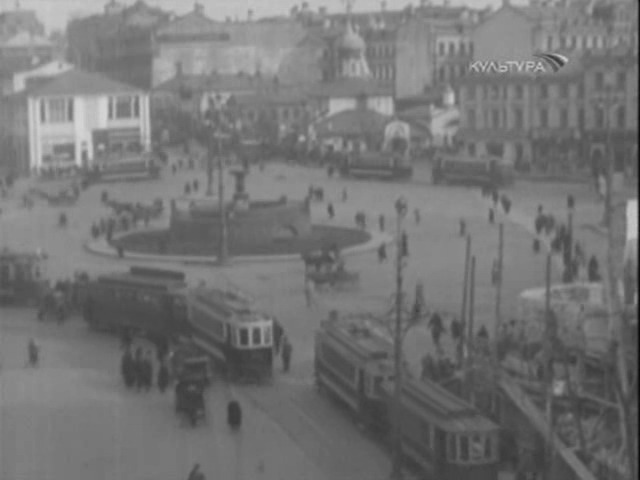
Plac Łubiański przed 1926

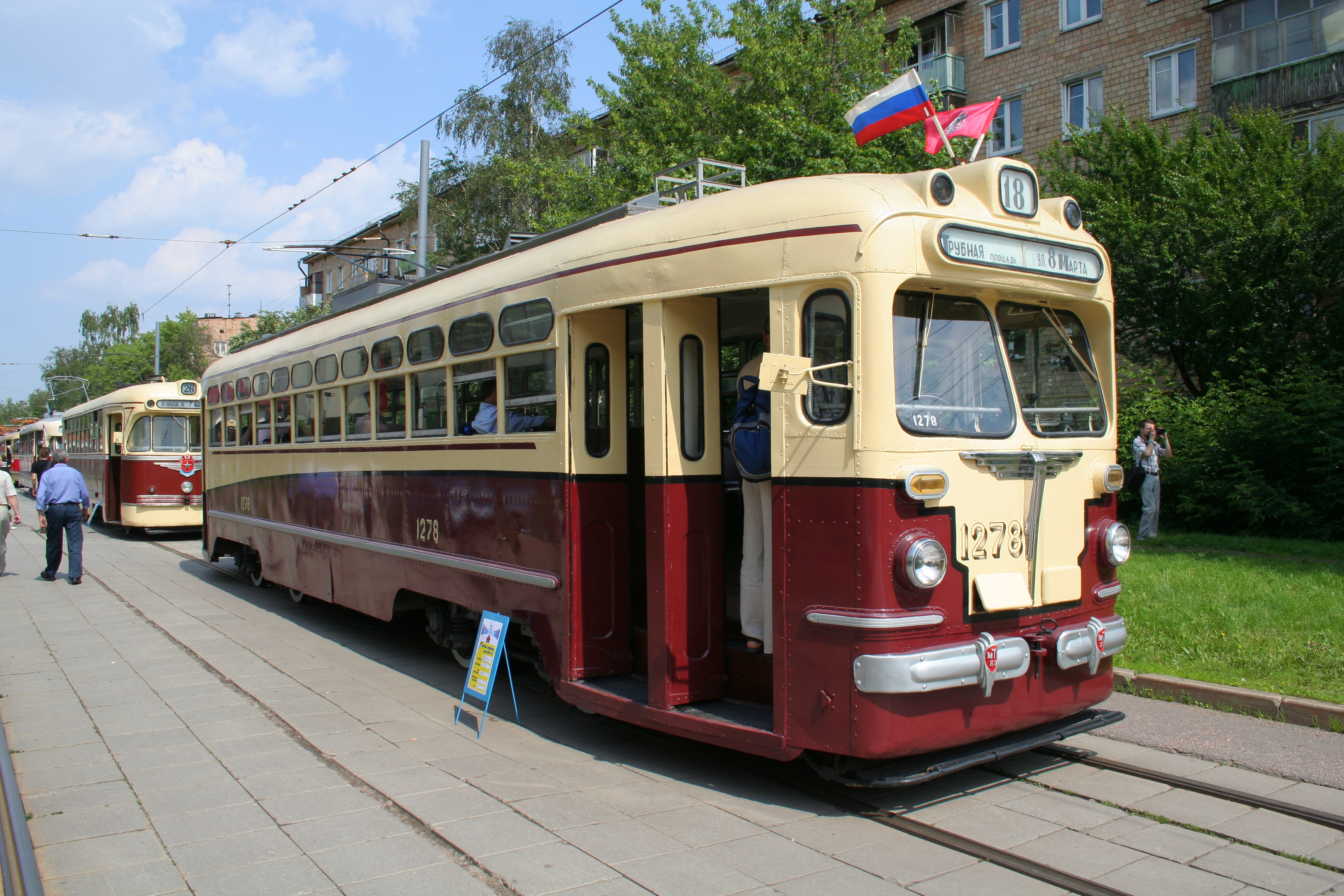
Muzealny tramwaj MTW-82

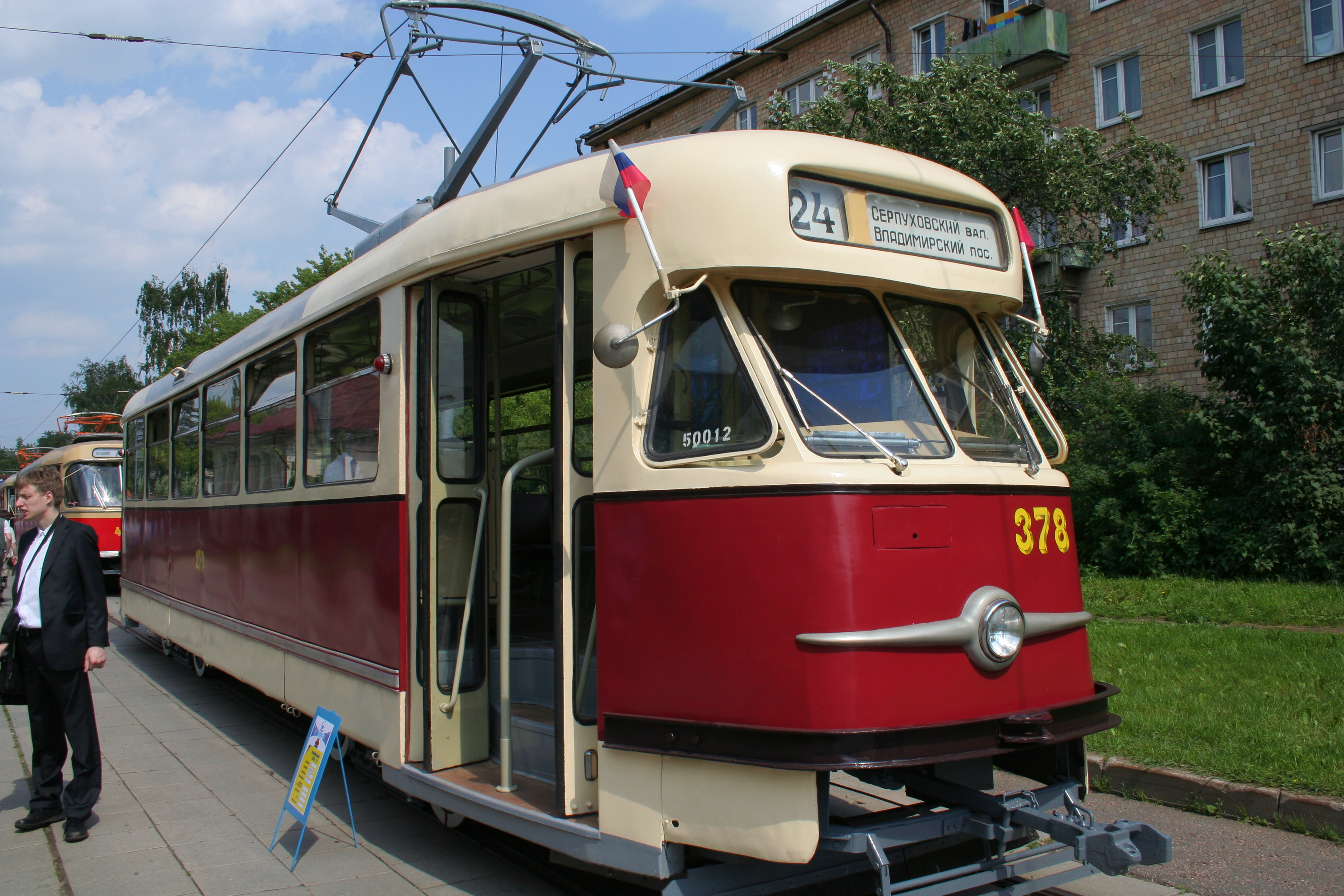
Muzealny wagon Tatra T2

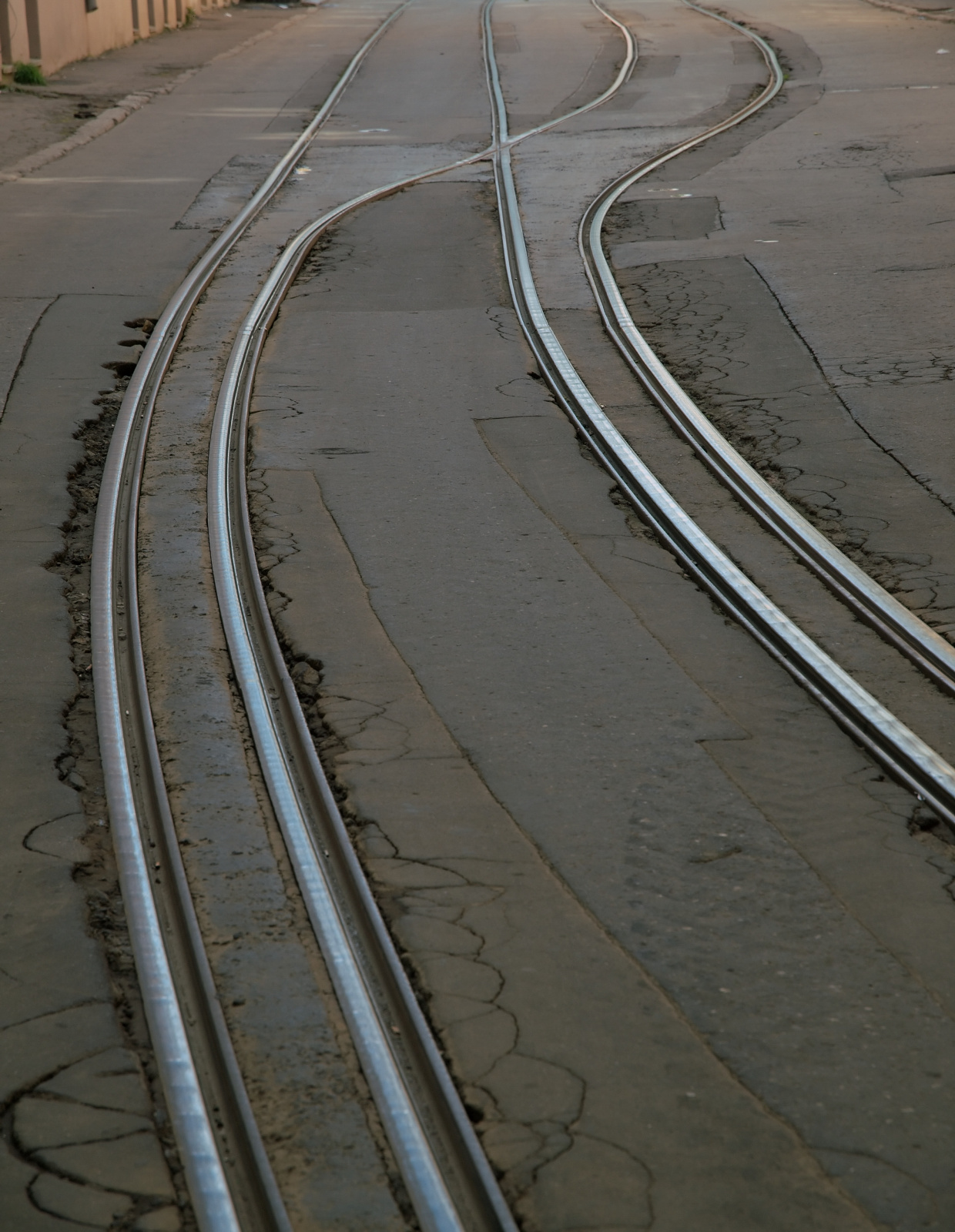
Splot torów

Tramwaje w Moskwie – system tramwajowy działający w Moskwie od 22 czerwca 1872 r., składający się z dwóch niezależnych sieci. Ich łączna długość wynosi 181 km torowisk. Operatorem jest spółka Mosgortrans. W 2014 tramwaje obsługiwały 50 stałych linii.
Pierwszy oficjalny schemat tramwajów w Moskwie (od 02.02.24)

## Historia
Tramwaje konne w Moskwie uruchomiono 22 czerwca 1872. System wybudowała prywatna firma. W 1885 uruchomiono kolejny system tramwajów konnych. Operatorem tego systemu była spółka Compagnie générale des tramways de Moscou et de Russie. W 1901 pierwszy system tramwajów konnych został przejęty przez miasto. 29 lipca 1886 spółka Compagnie générale des tramways de Moscou et de Russie otworzyła dwie trasy tramwaju parowego:
- Pietrowsko-Rasumowskaja
- Worobiowskaja

6 kwietnia 1899 ta sama spółka uruchomiła pierwsze tramwaje elektryczne. W 1904 linię tramwaju parowego Pietrowsko-Rasumowskaja zastąpiła linia tramwaju konnego. W 1908 zlikwidowano pierwszy system tramwajów konnych, a w 1912 drugi. W 1922 linia tramwaju parowego (Worobiowskaja) została zelektryfikowana.
W Moskwie są dwie niezależne sieci tramwajowe.

## Linie
W maju 2023 r. w Moskwie funkcjonowało 35 linii tramwajowych:
| Linia | Trasa                                        |
| ----- | -------------------------------------------- |
| A     | Czistyje prudy ↔ Nowokonnaja Płoszczad       |
| 1     | Czertanovo Jużnoje ↔ Moskworieckij rynok     |
| 3     | Czertanowskaja ↔ Czistyje prudy              |
| 4     | Bulwar Rokossowskogo ↔ Kurskij Vokzał        |
| 6     | Bratcewo ↔ Sokoł                             |
| 7     | Belorusskij Vokzał ↔ Bulwar Rokossowskogo    |
| 9     | Belorusskij Vokzał ↔ MIIT                    |
| 10    | Ulica Kułakowa ↔ Szczukinskaja               |
| 11    | Ostankino ↔ 16-ja Parkowaja ulica            |
| 12    | 16-ja Parkowaja ulica ↔ Awiamotornaja        |
| 13    | Kałanczowskaja ulica ↔ Metrogorodok          |
| 14    | Uniwiersitiet ↔ Oktiabr´skaja                |
| 15    | Tallinskaja ulica ↔ Sokoł                    |
| 16    | Czertanovo Jużnoje ↔ Nowodaniłowskij projezd |
| 17    | Miedwiedkowo ↔ Ostankino                     |
| 21    | Tallinskaja ulica ↔ Szczukinskaja            |
| 23    | Michałkowo ↔ Sokoł                           |
| 25    | Ostankino ↔ Sokolniczeskaja zastawa          |
| 26    | Uniwiersitiet ↔ Oktiabrʹskaja                |
| 27    | Dmitrowskaja ↔ Wojkowskaja                   |
| 28    | Prospiekt Marszała Żukowa ↔ Sokoł            |
| 29    | Dmitrovskaja ↔ Michałkovo                    |
| 30    | Ulica Kułakowa ↔ Michałkowo                  |
| 31    | Prospiekt Marszała Żukowa ↔ Wojkowskaja      |
| 32    | Kurskij Vokzał ↔ Partizanskaja               |
| 36    | Metrogorodok ↔ Nowogiriejewo                 |
| 37    | Nowogiriejewo ↔ Kałanczowskaja ulica         |
| 38    | Czeriomuszki ↔ Proletarskaja                 |
| 39    | Uniwiersitiet ↔ Czistyje prudy               |
| 43    | Ugrieszskaja ↔ Sokolniczeskaja zastawa       |
| 45    | Nowokonnaja Płoszczad ↔ Kurskij Vokzał       |
| 46    | Metrogorodok ↔ 3-ja Wladimirskaja ulica      |
| 47    | Nagatino ↔ Oktiabrʹskaja                     |
| 49    | Nagatino ↔ Nowodanilowskij projezd           |
| 50    | DK „Kompriessor” ↔ Nowoslobodskaja           |

## Tabor

### Współczesny
Według stanu z maja 2018 r. w Moskwie eksploatowane są następujące typy tramwajów:
| Zdjęcie                            | Typ                                | Podtypy                              | przewóz osób na wózkach            | Liczba |
| ---------------------------------- | ---------------------------------- | ------------------------------------ | ---------------------------------- | ------ |
|                                    | Tatra T3                           | MTTM, MMTD, MTTA, MTTCZ, T3SU        |                                    | 193    |
|                                    | 71-405                             | 71-405-08                            |                                    | 3      |
|                                    | KTM-19                             | 71-619K, 71-619KS, 71-619KT, 71-619А |                                    | 317    |
|                                    | KTMA                               | KTMA                                 |                                    | 1      |
|                                    | KTM-21                             | 71-621                               |                                    | 1      |
|                                    | LM-99                              | LM-99AE                              |                                    | 29     |
|                                    | KTM-30                             | KTM-30                               | przewóz osób na wózkach            | 1      |
|                                    | KTM-23                             | 71-623                               | przewóz osób na wózkach            | 67     |
|                                    | Vario LF                           | Vario LF                             | przewóz osób na wózkach            | 1      |
|                                    | LM-2008                            | LM-2008                              | przewóz osób na wózkach            | 2      |
|                                    | Tatra KT3                          | KT3R                                 | przewóz osób na wózkach            | 1      |
|                                    | Alstom Citadis 301                 | Alstom Citadis 301 CIS               | przewóz osób na wózkach            | 1      |
|                                    | Pesa Fokstrot                      | 71-414                               | przewóz osób na wózkach            | 70     |
|                                    | 71-931                             | 71-931M                              | przewóz osób na wózkach            | 177    |
| Łączna liczba:                     | Łączna liczba:                     | Łączna liczba:                       | Łączna liczba:                     | 885    |
| Udział tramwajów niskopodłogowych: | Udział tramwajów niskopodłogowych: | Udział tramwajów niskopodłogowych:   | Udział tramwajów niskopodłogowych: | 36,16% |

## Zajezdnie tramwajowe
- Zajezdnia tramwajowa im. Apakowa
- Zajezdnia tramwajowa im. Baumana
- Zajezdnia tramwajowa Krasnopriesnienskoje
- Zajezdnia tramwajowe Oktiabrskoje
- Zajezdnia tramwajowa im. Rusakowa